# Rhopalodon wangenheimi
Rhopalodon wangenheimi és una espècie extinta de sinàpsid de la família dels ropalodòntids. Es tracta de l'únic representant conegut del gènere Rhopalodon i visqué durant el Permià mitjà en allò que avui en dia és Baixkíria (Rússia). Era un dinocèfal herbívor de mida mitjana. Se n'han trobat restes en gresos cuprífers.
El nom genèric Rhopalodon deriva dels mots grecs antics ῥόπαλον (rópalon), que significa ‘maça’, i ὀδών (odon), que significa ‘dent’, i en el seu conjunt vol dir ‘dent de maça’. El nom específic wangenheimi li fou assignat en honor de Friedrich Wangenheim von Qualen.
Fou esmentat per Thomas Henry Huxley en el volum inaugural de la revista científica Nature, publicat el 1869, tot i que classificat erròniament com a dinosaure.